# مايكروسوفت أوفيس إكس بي
Microsoft Office XP (الاسم الرمزي Office 10) هي مجموعة برامج مكتبية كُشف عنها رسميًا في يوليو 2000 بواسطة Microsoft لنظام التشغيل Windows. صُدر Office XP للتصنيع في 5 مارس 2001، وطُرح لاحقًا للبيع بالتجزئة في 31 مايو 2001. صُدر Microsoft Office v. X، وهو برنامج مكافئ لنظام التشغيل Mac OS X، في 19 نوفمبر 2001.
تتضمن الميزات الجديدة في Office XP علامات ذكية، وهي ميزة بحث تعتمد على التحديد تتعرف على أنواع مختلفة من النصوص في المستند حتى يتمكن المستخدمون من تنفيذ إجراءات إضافية؛ وواجهة جزء مهام تعمل على توحيد أوامر شريط القائمة الشائعة على الجانب الأيمن من الشاشة لتسهيل الوصول إليها بسرعة؛ وقدرات جديدة للتعاون في المستندات، ودعم مجموعات MSN وSharePoint؛ وقدرات متكاملة للتعرف على الكتابة اليدوية والتعرف على الكلام. مع Office XP، قامت Microsoft بدمج العديد من الميزات لمعالجة مشكلات الموثوقية التي لوحظت في الإصدارات السابقة من Office. يقدم Office XP أيضًا تطبيقات منفصلة لتصوير المستندات، ومسح المستندات، و Clip Organizer. عُطل مساعد Office (المعروف باسم "Clippy")، والذي قُدم في Office 97 وكان موضع استهجان واسع النطاق من قبل المستخدمين، بشكل افتراضي في Office XP؛ وكان هذا التغيير عنصرًا أساسيًا في الحملة الترويجية لشركة Microsoft لـ Office XP.
يتوافق Office XP مع أنظمة التشغيل Windows NT 4.0 SP6 وحتى Windows Vista وWindows Server 2008 R2. إنه الإصدار الأخير من Microsoft Office الذي يدعم Windows NT 4.0 وWindows 98 وWindows 2000 RTM–SP2 و Windows Me.
حصل Office XP على مراجعات إيجابية في الغالب عند إصداره، حيث أشاد النقاد بميزات التعاون وحماية المستندات ووظائف الاسترداد والعلامات الذكية؛ ومع ذلك، تعرضت قدرات التعرف على الكتابة اليدوية والتعرف على الكلام في المجموعة للانتقاد وآُعتبرت في الغالب أقل شأناً من العروض المماثلة من المنافسين. اعتبارًا من مايو 2002، بيع ما يزيد عن 60 مليون ترخيص لبرنامج Office XP.
أصدرت شركة Microsoft ثلاث حزم خدمات لـ Office XP خلال فترة تشغيله. انتهى دعم Office XP في 12 يوليو 2011.

## تاريخ
في اجتماع مع المحللين الماليين في يوليو 2000، عرضت مايكروسوفت برنامج Office XP، المعروف آنذاك باسمه الرمزي، Office 10، والذي تضمن مجموعة فرعية من الميزات التي صممتها مايكروسوفت وفقًا لما كان يُعرف في ذلك الوقت باسم. استراتيجية NET، والتي تهدف من خلالها إلى توفير وصول واسع النطاق للعملاء إلى خدمات الويب المختلفة والميزات مثل التعرف على الكلام. كان SharePoint Portal Server 2001، والذي كان يُسمى آنذاك Tahoe، أيضًا قيد التطوير في هذا الوقت وكان من المقرر أن يعمل على تحسين التعاون لمستخدمي Office 2000 وOffice 10. في أغسطس، أصدرت شركة Microsoft الإصدار التجريبي الأول من Office 10 لأغراض تقييم المنتج. خلال هذه الفترة، وصف Office 10 بأنه إصدار مؤقت بين سابقه، Office 2000 وإصدار مستقبلي، وكان من المخطط أن يتضمن خيارات تنسيق جديدة؛ التعرف على الكلام المتكامل؛ قدرات تعاون محسنة ودعم معزز لخدمات الويب؛ وبوابة ويب كاملة مع أجزاء الويب.
قبل إصدار Office 10 Beta 2، كانت هناك تكهنات بأن Microsoft تنوي إعادة تسمية المنتج الجديد باسم "Office 2001" أو "Office 2002" أو "Office.NET" أو "Office XP". وكان الأخير اختصارًا لـ eXPerience ووضع كعلامة تجارية من شأنها التأكيد على التجارب الجديدة التي يتيحها المنتج. في ذلك الوقت، كانت شركة Microsoft تنوي تسمية أحدث إصدار من Visual Studio باسم "Visual Studio .NET"، لكن مصادر لم يُكشف عن هويتها ذكرت أن الشركة لم تكن ترغب في فعل الشيء نفسه مع Office 10، حيث كان المنتج مرتبطًا جزئيًا فقط بـ Office 10 الخاص بالشركة. استراتيجية NET. قررت شركة مايكروسوفت في النهاية اختيار "Office XP" كاسم نهائي للمنتج. وعلى الرغم من ذلك، فإن منتجات Office XP الفردية مثل Excel وPowerPoint وWord استمرت في استخدام اتفاقيات التسمية السنوية الخاصة بشركة Microsoft وسُميت على اسم عام 2002.
أُصدر Office XP Beta 2 لـ 10000 مختبر فني في أواخر عام 2000. قدمت النسخة التجريبية 2 العديد من التحسينات لأدوات الإعداد. على سبيل المثال، يسمح معالج الصيانة المخصصة الآن بتعديل مكونات الإعداد بعد تثبيتها، وتستخدم عملية إعداد Office XP نفسها إصدارًا جديدًا من Windows Installer. بعد إصدار Beta 2، أعلنت Microsoft عن برنامج Corporate Preview Kit لـ Office XP والذي يسمح لما يصل إلى 500000 عميل مؤسسي بتقييم إصدار Corporate Preview Beta من المنتج على إجمالي 10 أجهزة لكل نسخة؛ تكلف النسخ الفردية 19.95 دولارًا وتنتهي صلاحيتها في 31 أغسطس 2001.
أُصدر Office XP للتصنيع في 5 مارس 2001، وطُرح لاحقًا للبيع بالتجزئة في 31 مايو 2001.

### حزم الخدمة
| حزمة الخدمة         | تاريخ الافراج عنه |
| ------------------- | ----------------- |
| حزمة الخدمة 1 (SP1) | 11 ديسمبر 2001    |
| حزمة الخدمة 2 (SP2) | 21 أغسطس 2002     |
| حزمة الخدمة 3 (SP3) | 30 مارس 2004      |

أصدرت Microsoft ثلاث حزم خدمات لـ Office XP طوال دورة حياة المنتج والتي تقدم تحسينات أمنية وتحسينات في الاستقرار وإصلاحات لأخطاء البرامج؛ يمكن تثبيت كل حزمة خدمات كإصدار منفصل للعميل أو تحديث الملف الكامل: تحديثات العميل مخصصة لتثبيتات Office XP على الأقراص المضغوطة، ويمكن الحصول عليها من Microsoft Office Update أو كتنزيلات مستقلة، وتتطلب وسائط تثبيت Office XP - لا يمكن إلغاء تثبيت هذه التحديثات. لا تتطلب تحديثات الملف الكامل الوصول إلى وسائط التثبيت وهي مخصصة لمسؤولي الشبكة لنشر التحديثات لمستخدمي Office XP الذين قاموا بتثبيت المنتج من موقع خادم؛ يمكن للمستخدمين أيضًا تثبيت تحديثات الملف الكامل يدويًا. تتطلب تحديثات الملف الكامل Windows Installer 2.0؛ يأتي Office XP مع الإصدار 1.1. في 25 سبتمبر 2001، أصدرت شركة Microsoft إصدارات Windows Installer 2.0 القابلة لإعادة التوزيع لنظامي التشغيل Windows 9x وWindows NT 4.0 وWindows 2000.
تضمنت حزمة الخدمة 1 (SP1) تحسينات في الأداء والأمان، بالإضافة إلى تحسينات في الاستقرار استنادًا إلى تقارير الأخطاء من المستخدمين. كما قام SP1 أيضًا بحل مشكلة كانت تمنع حفظ المستندات في مجموعات MSN.
تضمنت حزمة الخدمة Service Pack 2 (SP2) جميع التحديثات المستقلة المتوفرة سابقًا؛ وقد تضمنت بعض التحديثات التي صُدرت سابقًا تصحيحات أمان تراكمية لبرنامجي Excel 2002 وWord 2002 لمعالجة التعليمات البرمجية الضارة المحتملة المضمنة في وحدات الماكرو في المستندات. إصدار الملف الكامل من SP2 هو إصدار تراكمي - لا يلزم تثبيت SP1 - بينما يتطلب إصدار العميل تثبيت SP1. يمكن فقط تطبيق تحديثات الملف الكامل التي صُدرت بعد SP2 مباشرة على تثبيتات العميل لـ Office XP. صُممت التحديثات السابقة لتحديث الصور الإدارية فقط وتفشل عند تطبيقها مباشرة على العملاء.
تتضمن حزمة الخدمة Service Pack 3 (SP3) جميع التحديثات التي صُدرت مسبقًا، بالإضافة إلى تحسينات الاستقرار التي لم تُصدر مسبقًا استنادًا إلى التعليقات وتقارير الأخطاء التي تُلقت من المستخدمين. لا يتطلب SP3 تثبيت أي حزم خدمة سابقة. ومع ذلك، إذا حُدث عميل Office XP من صورة إدارية مُرقعة، فيجب تثبيت إصدار الملف الكامل من SP3.

## الميزات الجديدة

### واجهة المستخدم
يتمتع Office XP بمظهر مبسط وأكثر تسطحًا مقارنة بالإصدارات السابقة من Office. وفقًا لمايكروسوفت، تضمن هذا التغيير "إزالة العناصر المتنافسة بصريًا، وإعطاء الأولوية بصريًا للعناصر على الصفحة، وزيادة المسافة بين الحروف والكلمات لتحسين قابلية القراءة، وتحديد لون المقدمة والخلفية لإبراز العناصر الأكثر أهمية في المقدمة."

#### العلامات الذكية
يقدم كل من Excel 2002 وWord 2002 علامات ذكية، وهي أوامر لأنواع محددة من النصوص بما في ذلك العناوين وتواريخ التقويم والأسماء الشخصية وأرقام الهواتف ورموز التداول أو أرقام التتبع في المستندات. يُشار إلى العلامة الذكية بخط أرجواني منقط أسفل النص القابل للتنفيذ في المستند؛ يؤدي تحريك مؤشر الماوس فوق هذا النص إلى عرض رمز يعرض قائمة بالأوامر ذات الصلة عند استدعائها بنقرة ماوس أوAlt +⇧ Shift +F10اختصار لوحة المفاتيح. يمكن لعلامة ذكية لرمز التداول في برنامج Excel عرض أحدث معلومات الأسهم في خلية داخل مصنف، على سبيل المثال، بينما يمكن لعلامة ذكية لاسم جهة الاتصال في مستند Word عرض خيارات لإرسال رسالة بريد إلكتروني إلى جهة الاتصال هذه أو جدولة اجتماع معها. يدعم كل من Excel وWord العلامات الذكية القابلة للتوسعة والتي تسمح للمطورين والمؤسسات بعرض أوامر مخصصة تتعلق بمعلومات محددة. العلامات الذكية التي يستخدمها Word متاحة أيضًا في Outlook 2002 إذا تم تكوين Word كمحرر بريد إلكتروني افتراضي.
تُحدث أوامر التصحيح التلقائي وخيارات اللصق في الإصدارات السابقة من Office لتشمل العلامات الذكية المشتركة بين كافة برامج Office XP. توفر علامة التصحيح التلقائي الذكية خيارات فردية لعكس التصحيح التلقائي أو منع حدوث التصحيح التلقائي في المستقبل، كما توفر أيضًا إمكانية الوصول إلى مربع حوار خيارات التصحيح التلقائي. يُمثل كمربع صغير أزرق اللون عندما يُضع مؤشر الماوس فوق النص المصحح. توفر علامة خيارات اللصق الذكية خيارات للاحتفاظ بالتنسيق الأصلي للمحتوى، أو تغيير التنسيق استنادًا إلى البرنامج النشط حاليًا، أو لتوفير خصائص سياقية محددة للمحتوى بعد أن يقوم المستخدمون بلصقه من الحافظة.
بعد إصدار Office XP، قدمت Microsoft مستودعًا للعلامات الذكية القابلة للتنزيل على موقعها على الويب. تشمل أمثلة الشركات الخارجية التي أنتجت علامات ذكية بعد إصدار Office XP كلاً من ESPN ،Expedia،  FedEx،  و MSNBC. أصدرت شركة مايكروسوفت علامة ذكية لتحويل العملات الأوروبية عندما طرحت عملات اليورو النقدية والأوراق النقدية الجديدة.

#### أجزاء المهام

جزء مهام بدء التشغيل في Word 2002

يقدم Office XP واجهة جزء مهام تعمل على توحيد أوامر شريط القائمة الشائعة على الجانب الأيمن من الشاشة لتسهيل الوصول إليها بسرعة. يتضمن Office XP أجزاء مهام بدء التشغيل، والبحث، والحافظة، وإدراج Clip Art، بالإضافة إلى أجزاء مهام خاصة ببرامج معينة. يتضمن Word 2002، على سبيل المثال، جزء مهام مخصص لخيارات الأسلوب والتنسيق. يمكن للمستخدمين التبديل بين أجزاء المهام المفتوحة من خلال استخدام أزرار الرجوع للأمام والخلف؛ كما تقدم القائمة المنسدلة أيضًا أجزاء مهام محددة يمكن للمستخدمين التبديل إليها.
تتوفر لوحة مهام بدء التشغيل الافتراضية تلقائيًا عندما يقوم المستخدمون بتشغيل برنامج Office XP وتقدم أوامر فردية لفتح ملف موجود، أو إنشاء ملف فارغ جديد أو ملف من قالب، أو إضافة موقع شبكة، أو فتح تعليمات Office. يتضمن جزء مهام البحث أوضاعًا أساسية ومتقدمة فردية ويسمح للمستخدمين بالاستعلام عن المواقع المحلية أو البعيدة للبحث عن الملفات. يسمح الوضع الأساسي للمستخدمين بإجراء عمليات بحث نصية كاملة، بينما يوفر الوضع المتقدم خيارات إضافية لاستعلام خصائص الملف. يمكن لمؤشر مثل خدمة الفهرسة تحسين سرعة إرجاع النتائج بعد إجراء بحث.
تتوفر لوحة مهام إدراج قصاصات فنية في Excel وFrontPage وPowerPoint وWord وتوفر خيارات للبحث عن قصاصات فنية عبر الإنترنت وإدراجها في الملفات. أعيد تصميم حافظة Office لتصبح جزء مهام الحافظة في جميع برامج Office XP ويمكنها استيعاب ما يصل إلى 24 عنصر حافظة مقارنة بـ 12 عنصرًا في Office 2000. توفر عناصر الحافظة تمثيلًا مرئيًا لمساعدة المستخدمين على التمييز بين أنواع المحتوى المختلفة. يُفتح جزء مهام حافظة Office عند نسخ عنصرين على الأقل.

#### تغييرات أخرى في واجهة المستخدم
- يسمح زر ضغط الصور الموجود على شريط أدوات الصورة للمستخدمين بتحسين الصور المدرجة في الملفات.[54]
- تدعم رسائل البريد الإلكتروني المرسلة من كافة برامج Office XP حقلًا تمهيديًا اختياريًا.[42]
- يقوم Internet Explorer تلقائيًا بتشغيل برنامج Office XP المستخدم لإنشاء مستند HTML عندما يقوم المستخدمون بطباعة هذا المستند.[39]
- يمكن لمستخدمي حسابات Microsoft تخزين مستنداتهم في مواقع خاصة أو عامة في مجموعات MSN.[39]
- يقدم Office XP دليل مصادر البيانات الخاصة بي في المستندات الخاصة بي والذي يوفر الوصول إلى مصادر البيانات التي فُتحت مؤخرًا.[39]
- دمج ميزات الأمان في جميع برامج Office في علامة تبويب أمان واحدة.[39]
- يعرض مربع الحوار إدراج ارتباط تشعبي قائمة بالملفات والمجلدات من مجلد صفحة الويب الحالية، مما يسمح للمستخدمين بالتنقل بين صفحات الويب المفتوحة.[39]
- يتيح مربع حوار خيارات الويب للمستخدمين إنشاء مستندات مخصصة لمتصفح Internet Explorer 4 أو Internet Explorer 5 أو Internet Explorer 6 أو الإصدارات المختلفة من Netscape.[3]
- عندما يقوم المستخدمون بإرجاع النص المصحح تلقائيًا في مستند Office إلى تهجئته الأصلية، فلن يُصحح النص تلقائيًا مرة أخرى.[3]

### تنسيقات الملفات

#### دعم XML
يدعم Access 2002 وExcel 2002 تصدير واستيراد XML. يمكن للمستخدمين أيضًا حفظ مصنفات Excel كجداول بيانات XML.
أصدرت شركة Microsoft حزمة توافقية تتيح للمستخدمين فتح وتحرير وحفظ مستندات Excel و PowerPoint و Word Office Open XML. يتيح التحديث أيضًا التوافق مع المستندات التي أُنشئت في Office 2010 وOffice 2013 وOffice 2016.

### إدخال المستخدم البديل

#### التعرف على خط اليد
يقدم Office XP خاصية التعرف على الكتابة اليدوية في جميع برامج Office، مما يسمح للمستخدمين بالكتابة باستخدام الماوس أو القلم بدلاً من إدخال النص عن طريق الكتابة على لوحة المفاتيح. يمكن للمستخدمين إدراج ملاحظات مكتوبة بخط اليد في برنامج Excel، وإضافة تعليقات مكتوبة بخط اليد إلى عروض PowerPoint، وإرسال رسائل بريد إلكتروني مكتوبة بخط اليد باستخدام برنامج Outlook، أو الكتابة مباشرة في مستندات Word. يمكن تحويل الملاحظات المكتوبة باستخدام جهاز كمبيوتر محمول أو جهاز كمبيوتر جيب إلى مستندات Word، ويمكن تحويل المحتوى المكتوب بخط اليد في مستندات Word إلى نص. يجب أن يكون Word هو محرر البريد الإلكتروني النشط في Outlook قبل أن تتمكن من إرسال رسائل البريد الإلكتروني المكتوبة بخط اليد. بمجرد التثبيت، تصبح وظيفة الكتابة اليدوية متاحة أيضًا في Internet Explorer 5 وOutlook Express 5 أو الإصدارات الأحدث. تتوفر محركات التعرف على الكتابة اليدوية للإصدارات الإنجليزية والصينية المبسطة والصينية التقليدية واليابانية والكورية من Office XP.
يوفر Tablet Pack القابل للتنزيل لـ Office XP ملحقًا لـ Windows Journal لإعادة استخدام الملاحظات كعناصر Outlook 2002 واستيراد معلومات الاجتماع من Outlook 2002 إلى الملاحظات.

#### التعرف على الكلام
تتوفر خاصية التعرف على الكلام المعتمدة على تقنية Microsoft Research لجميع برامج Office XP، مما يسمح للمستخدمين بإملاء النص في المستندات النشطة، وتغيير تنسيق المستندات، والتنقل عبر الواجهة باستخدام الصوت. تشتمل ميزة التعرف على الكلام على وضعين مختلفين: الإملاء، الذي يحول الكلمات المنطوقة إلى نص؛ والأوامر الصوتية، التي تستدعي ميزات الواجهة.
يمكن تثبيت التعرف على الكلام أثناء إعداد Office XP أو بالنقر فوق خيار الكلام في قائمة الأدوات في Word 2002. عند تثبيته، يصبح متاحًا كأمر ميكروفون على شريط أدوات اللغة الذي يظهر في الزاوية اليمنى العليا من الشاشة (الزاوية اليمنى السفلى في الإصدارات الشرق آسيوية من Office XP). عند إطلاقه لأول مرة، يقدم التعرف على الكلام برنامجًا تعليميًا لتحسين دقة التعرف، والذي يبدأ بتقديم تعليمات لضبط الميكروفون للحصول على الأداء الأمثل. يستخدم التعرف على الكلام ملف تعريف الكلام لتخزين المعلومات حول صوت المستخدم.
يمكن للمستخدمين تكوين إعدادات التعرف على الكلام، بما في ذلك حساسية النطق في وضع الأوامر الصوتية، والدقة ووقت الاستجابة للتعرف في وضع الإملاء، وإعدادات الميكروفون من خلال أداة لوحة التحكم في الكلام. توفر أداة الخيارات الإقليمية واللغوية شريط أدوات اللغة وإعدادات إضافية. تتوفر محركات التعرف على الكلام للغات الإنجليزية واليابانية والصينية المبسطة. أوصت شركة Microsoft باستخدام جهاز SideWinder Game Voicechat كميكروفون يمكن استخدامه مع التعرف على الكلام.

### مصداقية
مع Office XP، قامت Microsoft بدمج العديد من الميزات لمعالجة مشكلات الموثوقية التي لوحظت في الإصدارات السابقة من Office:
- استرداد التطبيق: يمكن للمستخدمين إعادة تشغيل برامج Office التي لا تستجيب أو إنهاء تشغيلها بأمان - وحفظ المستندات المفتوحة قبل الإنهاء - من أداة مساعدة يمكن الوصول إليها من مجموعة أدوات Office في قائمة ابدأ في Windows.[69]
- الاسترداد التلقائي: تقوم برامج Excel و PowerPoint و Publisher و Word بحفظ المستندات المفتوحة في الخلفية بشكل دوري حتى يمكن فتح أحدث إصدار في حالة حدوث خطأ؛ يمكن للمستخدمين تكوين عدد مرات حفظ الملفات، أو تجاهل أحدث إصدار، أو استبدال ملف به، أو حفظه كملف منفصل.[53]
- استرداد المستندات: توفر برامج Access وExcel وPowerPoint وWord للمستخدمين خيارًا لحفظ الملفات المفتوحة فورًا عند حدوث خطأ قبل إغلاق البرنامج أو إعادة تشغيله لمنع فقدان البيانات.[53]
- الإبلاغ عن الأخطاء: يمكن للمستخدمين بشكل اختياري إرسال معلومات تقرير الأخطاء إلى Microsoft لتحليلها بهدف تحسين Office XP. كان الإبلاغ عن الأخطاء مفيدًا في توفير الحلول المضمنة في حزم الخدمات الثلاث لـ Office XP لمعالجة المشكلات الشائعة. [36] [35] يمكن أيضًا إرسال تقارير الأخطاء إلى أقسام الشركة.[53]
- الإصلاح والاستخراج: يمكن لبرنامجي Excel وWord التعرف تلقائيًا على المستندات التالفة وإصلاحها؛ ويمكن للمستخدمين أيضًا إصلاح المستندات يدويًا من هذه البرامج.[53]
- الوضع الآمن : سيشغل برامج Office XP تلقائيًا في الوضع الآمن، وهو وضع تشخيصي يسمح للبرامج بتجاوز مصدر المشكلة إذا كانت غير قادرة على البدء بشكل صحيح.[53]

### حماية
حُدث Excel و PowerPoint و Word لتوفير خيارات تشفير كلمة المرور استنادًا إلى CryptoAPI. بالإضافة إلى ذلك، توفر جميع برامج Office XP خيارات للمستخدمين للتوقيع رقميًا على المستندات.

### التثبيت والنشر
عند الترقية من إصدار سابق من Office، يحتفظ Office XP بالتكوين السابق للمستخدم. يمكن أيضًا تثبيت Office XP مباشرةً من صورة إدارية مستضافة على خادم ويب عبر HTTP أو HTTPS أو FTP. تتضمن مجموعة أدوات موارد Office تحسينات مختلفة لوظيفة النشر عند مقارنتها بإصدار Office 2000. يتيح معالج تخصيص إعداد INI الجديد للمسؤولين تخصيص ملف تكوين Office XP INI قبل النشر. يمكن لمعالج التثبيت المخصص منع تثبيت أو استخدام أو إلغاء تثبيت البرامج أو الميزات مثل خيارات الإعداد " تشغيل من الشبكة" و "التثبيت عند الاستخدام الأول". أخيرًا، حُدث معالج الصيانة المخصصة لتوفير خيارات التخصيص لتكوين Office XP بما في ذلك تفضيلات المستخدم وإعدادات الأمان. معالج حفظ الإعدادات الخاص بي، والذي قُدم في Office 2000 كتنزيل اختياري لمستخدمي حساب Microsoft لتخزين إعدادات Office الخاصة بهم عن بُعد على موقع Office Update على الويب، لدعم استيراد وتصدير النسخ الاحتياطية إلى وحدة تخزين محلية أو إلى مشاركة شبكة.
في محاولة للحد من قرصنة البرامج، قامت مايكروسوفت بدمج تقنية تنشيط المنتج في جميع إصدارات Office XP لمنع المستخدمين من تثبيت نسخة واحدة من البرنامج بطريقة تنتهك اتفاقية ترخيص المستخدم النهائي (EULA). تسمح اتفاقية ترخيص المستخدم النهائي لمستخدم واحد بتثبيت نسخة واحدة على جهاز أساسي وجهاز محمول مثل الكمبيوتر المحمول. قد يحتاج المستخدمون الذين يقومون بإجراء تغييرات جوهرية على أجهزة Office XP إلى إعادة تنشيط البرنامج عبر الإنترنت أو عبر الهاتف. لا يتطلب تنشيط المنتج معلومات تعريف شخصية.
قدم Office XP نموذج تنشيط اختياري قائم على الاشتراك يسمح للمستهلكين بترخيص المنتج سنويًا وتلقي تحديثات متزايدة بسعر مخفض عند مقارنته بتكلفة الإصدار الكامل للبيع بالتجزئة. كانت شركة مايكروسوفت تنوي في الأصل تقديم نموذج التنشيط لعملاء الولايات المتحدة بعد توفر Office XP للبيع بالتجزئة في 31 مايو 2001، ولكنها قررت لاحقًا إتاحته للمستهلكين في "عدد قليل من المواقع المحددة" بدلاً من ذلك، مشيرة إلى نهج تسليم أكثر حذرًا. وعلى الرغم من ذلك، قامت مايكروسوفت بتوزيع الوسائط البصرية واشتراك واحد على شركاء البيع بالتجزئة المعتمدين في الولايات المتحدة الذين حضروا teamMicrosoft Live! الأحداث. كجزء من تجربة تجريبية، تمكن المستهلكون في أستراليا وفرنسا ونيوزيلندا من شراء اشتراك لبرنامج Office XP بدءًا من مايو 2001؛ وكان الإصدار العالمي لنموذج التنشيط مشروطًا بنجاح التجربة التجريبية، ولكن أوقفت مايكروسوفت دعم الاشتراكات في عام 2002 بناءً على ردود الفعل والأبحاث التي أظهرت أنها لم تكن مفهومة جيدًا من قبل المستهلكين. لقد أعاد Office 365 —الذي صُدر بعد أكثر من عقد من الزمان بعد Office XP— منذ ذلك الحين تقديم التراخيص القائمة على الاشتراك للمستهلكين.

### مساعدة المستخدم
تظهر ميزة جديدة "طرح سؤال" في الزاوية اليمنى العليا من كافة برامج Office XP وتسمح للمستخدمين بكتابة أسئلة باللغة الطبيعية وتلقي الإجابات دون فتح مساعد Office ("Clippy") أو تعليمات Office. بالإضافة إلى ذلك، حُدثت تعليمات Office لتجميع وعرض المحتوى من الإنترنت استجابةً لاستعلام. عُطل مساعد Office بشكل افتراضي ولا يظهر إلا عند تنشيط المساعدة.

## ميزات جديدة خاصة بالتطبيق
الميزات الجديدة في Word 2002
- خيار مسح التنسيق الذي يعيد جميع التغييرات التي أُجريت على النص المحدد، لكنه يحتفظ بالارتباطات التشعبية
- تتيح لوحة الرسم محاذاة المحتوى مثل WordArt إلى موضع ثابت
- بالنسبة للغات الهندية، تُعرض الخطوط التي تحتوي على نص ديفاناجاري والنص التاميلي بشكل صحيح بفضل الإصدار المحدث من Uniscribe.[79] كما قُدمت أدوات التدقيق اللغوي للغات الهندية والمراثية والغوجاراتية والكانادا والبنجابية والتاميلية والتيلجو.[80]
- التحرير التعاوني غير الفوري، والذي يسمح لمستخدمين متعددين عبر مشاركة ملف أو خادم بتحرير مستند ودمج التغييرات دون الحاجة إلى إلغاء قفله؛ عندما ينتهي المستخدم من التحرير ويغلق المستند المشترك، يمكن للمستخدمين الآخرين عرض تحريراته ودمج تغييراتهم الخاصة
- يمكن تحديد أجزاء متعددة من النص في وقت واحد في مستند
- أنماط القوائم النقطية والجداول
- دعم صفحات الويب المفلترة، مما يسمح للمستخدمين بتقليل حجم مستند HTML عن طريق إزالة علامات XML والتنسيق الخاص بـ Word
- دعم العلامات المائية في المستندات
- تعرض علامة التبويب "عام" في مربع الحوار "خصائص" الآن تنسيق الملف للمستند المفتوح
- شريط أدوات عد الكلمات

الميزات الجديدة في Excel 2002
- رسم الحدود مع خيارات الشبكة ولون الخط والنمط والوزن
- يمكن الآن إضافة الألوان إلى علامات التبويب في ورقة العمل
- يمكن الآن إدراج الرسومات والصور مباشرة كرؤوس أو تذييلات
- معلومات وسيطة الوظيفة في تلميحات الأدوات
- إذا كانت الخلية تحتوي على رقم كبير بحيث يكون العمود المرتبط به ضيقًا للغاية بحيث لا يمكن عرضه ("###")، يعرض Excel الرقم بالكامل في تلميح الأدوات
- يمكن فرز الأرقام كنص لمنع نتائج الفرز غير المتوقعة التي تحدث في القوائم المختلطة من الأرقام والنصوص
- تمت مراجعة صياغة تنبيهات Excel لتكون موجزة
- يمكن للمستخدمين تقييم الصيغ على أساس متسلسل لتحديد كيفية وصول Excel إلى نتيجة الحساب
- باستخدام وظيفة المراقبة، يمكن للمستخدمين مراقبة نتائج خلايا متعددة في نافذة منفصلة حتى عند العمل على ورقة عمل أو مصنف مختلف

الميزات الجديدة في Outlook 2002
- الإكمال التلقائي لعناوين البريد الإلكتروني
- فئات ملونة لعناصر التقويم
- جداول المجموعات
- دعم الارتباط التشعبي في أسطر موضوع البريد الإلكتروني
- دعم أصلي لـ Outlook.com
- حُسنت وظيفة البحث بما في ذلك القدرة على إيقاف البحث واستئنافه لاحقًا
  - يتوفر البحث التدريجي وفهرسة المحتوى إذا ثُبت Windows Search[83]
- دعم التقويم القمري
- تكامل MSN Messenger
- تحسينات الأداء[84]
- تحسينات لوحة المعاينة بما في ذلك القدرة على فتح الارتباطات التشعبية؛ والرد على طلبات الاجتماعات؛ وعرض خصائص البريد الإلكتروني دون فتح رسالة
- نافذة تذكيرية تجمع كل التذكيرات الخاصة بالمواعيد والمهام في عرض واحد
- سياسات الاحتفاظ بالمستندات والبريد الإلكتروني
- تحسينات الأمان بما في ذلك الحظر التلقائي للمرفقات غير الآمنة المحتملة والوصول البرمجي إلى المعلومات في Outlook
  - قدمت SP1 القدرة على عرض جميع رسائل البريد الإلكتروني غير الموقعة رقميًا أو رسائل البريد الإلكتروني غير المشفرة كنص عادي[85]
  - يتيح SP2 للمستخدمين - من خلال السجل - منع إضافة حسابات بريد إلكتروني جديدة أو إنشاء جداول تخزين شخصية جديدة[86]
  - يقوم SP3 بتحديث أمان نموذج الكائن لحماية التطبيقات التي يمكنها الوصول إلى الرسائل والعناصر الأخرى[87]
- العلامات الذكية عند تكوين Word كمحرر البريد الإلكتروني الافتراضي

الميزات الجديدة في PowerPoint 2002
- GDI+ تسريع عرض الرسومات والتأثيرات والطباعة
- يمكن الآن قلب الصور الموجودة في الشرائح وتدويرها
- شرائح رئيسية متعددة في العروض التقديمية
- دعم أصلي للمخططات مثل مخططات الدورة والهرم ومخططات فين
- تحسينات بث العرض التقديمي
- أدوات العرض التي تسمح للمستخدمين بعرض التفاصيل حول النقاط أو الشرائح القادمة، وملاحظات المتحدث، والانتقال إلى أي شريحة دون أن تكون هذه الإجراءات مرئية للجمهور؛ تتطلب هذه الميزة تكوين شاشات متعددة
- معاينة الطباعة
- علامات ذكية لتطبيق التخطيط التلقائي وميزات الملاءمة التلقائية، والتي حُدثت الأخيرة منها لتغيير حجم الخطوط تلقائيًا لتناسب الشرائح أثناء كتابة المستخدمين وإزالة حد الحد الأدنى لحجم الخط
- دعم أحجام ورق إضافية للطباعة
- تُعرض الصور المصغرة للشرائح داخل الجزء الأيسر من الواجهة
- يمكن للمستخدمين الآن ربط الكائنات بشبكة وعرض أدلة الرسم

الميزات الجديدة في Access 2002
- تنسيق ملف جديد يتيح الوصول بشكل أسرع ومعالجة البيانات لقواعد البيانات الكبيرة؛ يستخدم تنسيق Access 2000 افتراضيًا
- يتيح مصمم الإجراءات المخزنة الجديد للمستخدمين إنشاء أو تعديل إجراءات مخزنة بسيطة في Microsoft SQL Server
- تحديثات الدفعة لمشاريع Access
- تسجيل أخطاء التحويل، والذي ينشئ جدولاً يحتوي على معلومات حول كل خطأ يحدث أثناء تحويل قاعدة بيانات Access 95 أو Access 97 أو Access 2000
- دعم دولي معزز بما في ذلك القدرة على تغيير اتجاه القراءة من اليسار إلى اليمين
- دعم عمليات التراجع والإعادة المتعددة
- دعم المخططات المحورية والجداول المحورية

الميزات الجديدة في Publisher 2002
- أشرطة أدوات قابلة للتخصيص
- مخططات الخطوط التي يمكن مشاركتها مع Word
- دعم الرأس والتذييل
- يمكن الآن فتح منشورات متعددة في وقت واحد
- معاينة الطباعة
- دعم OfficeArt
- يجمع مربع الحوار "التنسيق" الجديد بين علامات التبويب "الألوان والخطوط" و"التخطيط" و"الصورة" و"الحجم" و"مربع النص" و"الويب".
- يمكن للمستخدمين تصدير الكائنات أو الصفحات أو مجموعات الكائنات والصفحات كصور
- يمكن للمستخدمين فتح المنشورات وتحريرها وحفظها بتنسيق HTML
- دعم Visual Basic for Applications (VBA)
- يمكن الآن استيراد مستندات Word مباشرة إلى Publisher

الميزات الجديدة في FrontPage 2002
- محتوى الويب التلقائي من جهات خارجية، بما في ذلك Expedia وMSNBC
- يمكن دمج المنتديات على الإنترنت والاستطلاعات عبر الإنترنت مع مواقع الويب
- ميزات HTML 4 بما في ذلك الأزرار ومجموعات الحقول في النماذج والإطارات المضمنة وسمات اللغة
- علامات التبويب للتنقل بين الصفحات المختلفة داخل الواجهة
- يمكن إعادة تنسيق العلامات في صفحات HTML تلقائيًا لتكون متوافقة مع XML
- حُدثت السمات من إصدارات FrontPage السابقة
- دعم يونيكود
- يمكن للمستخدمين الآن نشر مواقع الويب في الخلفية ويمكنهم الاستمرار في إجراء التعديلات أثناء عملية النشر
- تتيح تقارير تحليل الاستخدام بزيادات يومية أو أسبوعية أو شهرية للمستخدمين تحديد عدد مرات الوصول إلى صفحة الويب وعنوان URL الذي ينشأ منه هذا الوصول؛ ويمكن تصدير التقارير إلى Excel أو بتنسيق HTML

## الميزات التي أُزيلت
- أُستبدل Binder بـ Unbind، وهو برنامج يمكنه استخراج محتويات ملف Binder. يمكن تثبيت Unbind من القرص المضغوط الخاص بـ Office XP.[92]
- لم يعد برنامج Microsoft Photo Editor يدعم تنسيق الصور PCX[93]
- يقوم Office XP Small Business Edition بإزالة Small Business Customer Manager أثناء الترقية من Office 2000؛ ولا تُزال الميزة أثناء الترقية إلى الإصدار Professional. يجب على المستخدمين الذين يرغبون في الاحتفاظ بـ Small Business Customer Manager تطبيق تصحيح Small Business Tools 2000 من قرص Office 2000 المضغوط الثاني قبل الترقية إلى Small Business Edition من Office XP.[94]
- تمت إزالة Microsoft Map من Excel 2002[95]
- في Excel 2002، لم تعد العديد من الوظائف الإضافية متاحة. دُمج بعضها، ولكن ليس كلها، في Excel 2002 وبالتالي أصبحت زائدة عن الحاجة.[96][97]
- ال . أُزيلت ملفات DBF لملفات Samples.xls واثنين من القوالب اليابانية في Excel 2002[96][97]
- لم يعد Microsoft Query متاحًا[96][97]
- في PowerPoint 2002، لم تعد الوظيفة الإضافية "المسارات الصوتية المخصصة" مدعومة وأُزيل خيار "توجيه المستلم" في قائمة "إرسال إلى".[96][97]
- أُزيلت عدد من الميزات في Outlook 2002[96][97]

## الطبعات
جُمعت المنتجات المكونة معًا في مجموعات مختلفة. كانت بعض هذه الإصدارات متاحة كحزم بيع بالتجزئة في إصدارات كاملة أو إصدارات ترقية، والبعض الآخر في إصدارات OEM كاملة للتضمين مع أجهزة الكمبيوتر الجديدة، والبعض الآخر في إصدارات ترخيص مجمع لا تتطلب أي تنشيط. قدمت جميع الإصدارات المكونات الأساسية لـ Word وExcel وOutlook، كما قدمت جميع الإصدارات باستثناء إصدار Small Business برنامج PowerPoint. بالإضافة إلى ذلك، صُدرت نسخة ترقية خاصة فقط مع IntelliMouse Explorer الذي يحمل العلامة التجارية Office XP، وتضمنت بعض النسخ محتوى الوسائط الخاص بـ Office XP على قرص منفصل.

## استقبال
حصل برنامج Microsoft Office XP على تقييمات متباينة وإيجابية بعد إصداره. موقع CNET بميزات التعاون واستعادة البيانات الجديدة، وذكر أن Office XP يقدم "مجموعة من التحسينات التدريجية" مقارنةً بإصداره السابق، Office 2000، لكنه خلص في النهاية إلى أن "معظم التحسينات والإضافات مناسبة للمجموعات أكثر من الأفراد". كما وُجهت انتقادات لمتطلب مساحة القرص الصلب الصارم لحزمة الإنتاجية. ومع ذلك، فقد منح موقع CNET برنامج Office XP تصنيف 4 نجوم من قبل المحررين. صنفت مجلة PC Magazine برنامج Office XP بأربع نجوم من أصل خمسة، وأشادت بتركيز المنتج على تحكم المستخدم، وخاصةً فيما يتعلق بخيارات التخصيص للميزات المُقدمة في الإصدارات السابقة، واعتبرته "أحد ترقيات مايكروسوفت القليلة التي لا تُقدم أي مشاكل تُذكر بفضل مزاياها الكبيرة". وذكرت صحيفة نيويورك تايمز أن Office XP "ليس مجرد قائمة ميزات جديدة، بل هو ترتيب مُحسّن للميزات القديمة"، لكنها أشادت بميزات التعاون الجديدة، التي اعتُبرت "قفزة هائلة" عن الإصدارات السابقة. اعتبر بول ثوروت أن Office XP "ترقية ضرورية للكتاب مثلي"، على الرغم من أنه ذكر أيضًا أنه بدون ميزة العلامات الذكية الجديدة، "فإنه يبدو وكأنه ترقية بسيطة مع العديد من التغييرات المفيدة، ولكن الصغيرة".
على الرغم من أن معظم تقييمات Office XP كانت إيجابية، إلا أن ميزة التعرف على الكلام تعرضت لانتقادات متكررة بسبب عدم دقتها وافتقارها إلى الوظائف المتقدمة. اعتبرت CNET هذا البرنامج "ضعيفًا بشكل خاص" بسبب عدم قدرته على التعرف على أوامر تحرير النصوص مثل "تحديد الجملة" ولأنه يتطلب من المستخدمين التبديل يدويًا بين وضعي الأمر والإملاء. ذكرت مجلة PC Magazine أن ميزات التعرف على الكلام والتعرف على الكتابة اليدوية لم تكن "موثوقة بما يكفي للاستخدام العام". ومع ذلك، في تقييم لاحق، ذكرت مجلة PC Magazine أن "التعرف على الكلام دقيق بشكل معقول، ولكن هناك أوامر قليلة جدًا لتحرير وتصحيح النص" وأوصت باستخدام Dragon NaturallySpeaking أو IBM ViaVoice أو Voice Xpress للإملاء. تكهنت صحيفة نيويورك تايمز بأن ثقة مايكروسوفت في هذه الميزة ضئيلة، إذ إنها غير مثبتة افتراضيًا، ولا يتضمن Office XP ميكروفونًا؛ ومع ذلك، خلصت إلى أنها "ليست سيئة كهدية مجانية، خاصةً إذا كنت تفضل إنجاز المسودة الأولى بسرعة وتصحيح أخطاء التعرف لاحقًا". صرّح بول ثوروت بأن "التعرف على الصوت سيء للغاية لدرجة أنه لا يستحق حتى مناقشته"، مستنتجًا أنها "أشبه بمزحة" عند مقارنتها بمنتجات قديمة مثل Dragon NaturallySpeaking.